# Col Quaternà
Col Quaternà (německy Knieberg) je hora o nadmořské výšce 2 503 m n. m. ležící v Karnských Alpách v provincii Belluno (Benátsko), téměř na hranici s provincií Bolzano (Trentino-Alto Adige).

## Poloha
Vrchol se nalézá asi 1 km jižně od hranice Rakouska a Itálie. Z vrcholu jsou na západě vidět vrcholy Padola, skupina Popera, Croda Rossa di Sesto a Dreischusterspitze, na východě pak Cima Frugnoni, Monte Cavallino, Palombino a Longerin.
Na severovýchodním svahu pramení potok Digon, přítok řeky Padoly.

## Historie
Hora je známá tím, že během první světové války byla výborným pozorovacím místem pro italská vojska, která z vrcholu tohoto kopce měla výhled na Sextenské Dolomity.
Na vrcholu kopce se dodnes nachází několik pozůstatků opevnění a zákopů z té doby. Na vrcholovém kříži je ve spodní části umístěna pamětní deska padlým v první světové válce. Severněji na Sella dei Frugnoni je zase vidět jedna z bývalých kasáren Pohraniční stráže, která střežila územní hranice.

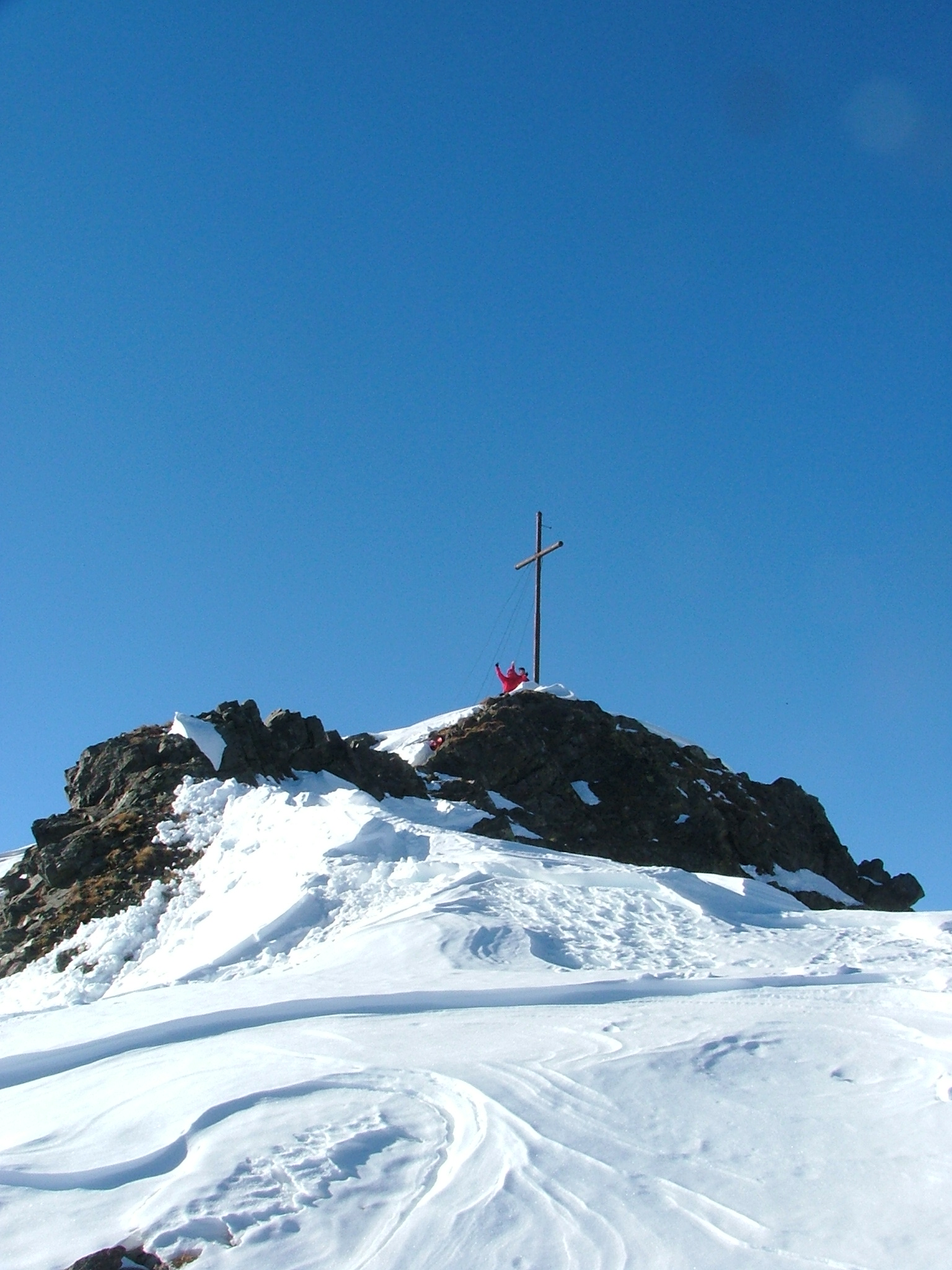
vrcholový kříž

## Přístupnost
Na vrchol se lze dostat z průsmyku Monte Croce di Comelico (1636 m) za přibližně 3,5 hodiny nebo z rifugio Rinfreddo (1887 m) za přibližně 2,0 hodiny.

## Ubytovací zařízení
- rifugio Malga di Rinfreddo (1887 m)
- rifugio Malga di Nemes (1877 m)
- rifugio Malga di Coltrondo (1879 m)